# Portal Tomb von Ahaglaslin
Das Portal Tomb von Ahaglaslin (selten auch Aghaglaslin, irisch Achadh Glaislinne) in Irland liegt östlich von Rosscarbery nahe der Südküste und in der Nähe des Steinkreises von Bohonagh und ist eines von nur drei Portal Tombs im County Cork. Es ist auf  historischen Karten auch als Callaheencladdig markiert.
Als Portal Tombs werden Megalithanlagen in Irland und Großbritannien bezeichnet, bei denen zwei gleich hohe, aufrecht stehende Steine mit einem Türstein dazwischen die Vorderseite einer Kammer bilden, die mit einem zum Teil gewaltigen Deckstein bedeckt ist.
Die Anlage befindet sich auf einem Felsvorsprung nahe der Hügelkuppe an einer steilen Felswand in dichtem Gestrüpp. In der Literatur wird es auch als Wedge Tomb beschrieben, da es sich in der Form verjüngt und über eine Doppelfassade verfügt, aber es besitzt auch alle Attribute eines Portal Tombs.
Der Zugang zur Kammer liegt im Osten zwischen zwei hohen Portalsteinen. Sie ist 1,5 m lang und 1,1 m breit. Der südliche Portalstein lehnt sich gegen den nördlichen. Die Seiten und die Rückwand der Kammer werden jeweils aus einem Stein gebildet. Zwei Platten lehnen sich außen zusätzlich gegen die Südseite der Kammer und drei kleine Steine gegen die Nordseite. Die Kammer ist von einem flachen beängstigend schräg aufliegenden Deckstein bedeckt. Er ruht auf den Portalsteinen und zwei großen Steinen im Westen.

## Flankierende Steine
Flankensteine werden ab und zu vor den Portalsteinen von Portal Tombs auf einer oder beiden Seiten gefunden, was auf einen einfachen Hof oder eine Ante deutet, wie sie auch einige Court Tombs zeigen. Da Portal Tombs mehr als andere Typen kaum Spuren eines Cairns oder Hügels zeigen, ist der vorgebaute Teil wahrscheinlich oft mit dem Hügel abgeräumt worden. Einzelne Flankensteine treten bei Menlough im County Galway und beim Browneshill-Dolmen im County Carlow in Irland sowie beim Tirnony Dolmen im County Londonderry in Nordirland auf, während bei Ahaglaslin niedrige Steine vor beiden Seiten des Portals liegen und mit weiteren Steinen einen trichterförmigen Zugang formen. Eine halbmondförmige Setzung niedriger Steinen wurde bei Ticloy, im County Antrim in Nordirland gefunden.